# رزاری (تسبیح)

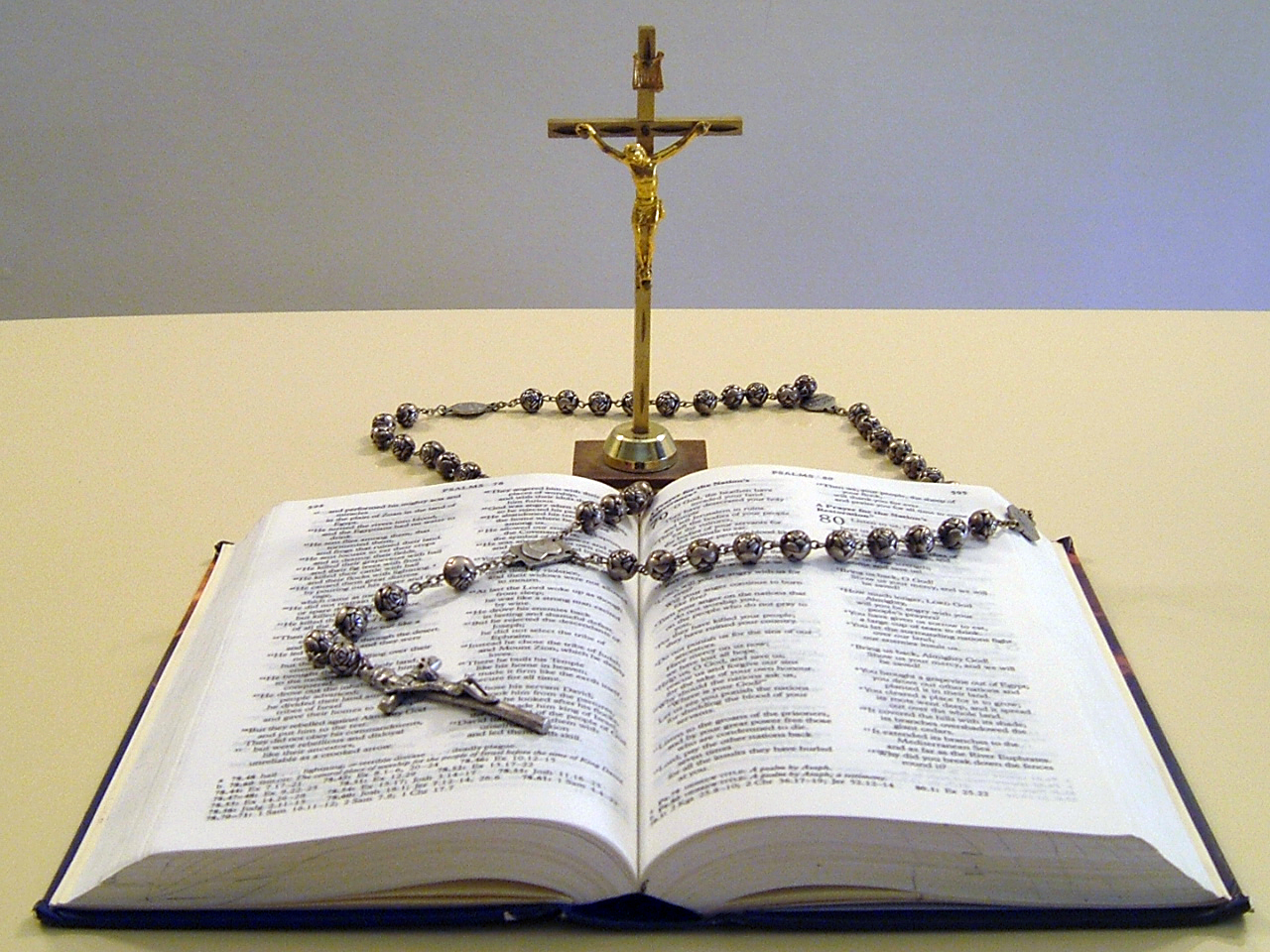

رزاری (انگلیسی: Rosary؛ به معنای تاج گل) یک نوع تسبیح است که مسیحیان کاتولیک از آن برای ذکر و دعا استفاده می‌کنند.

## نگارخانه

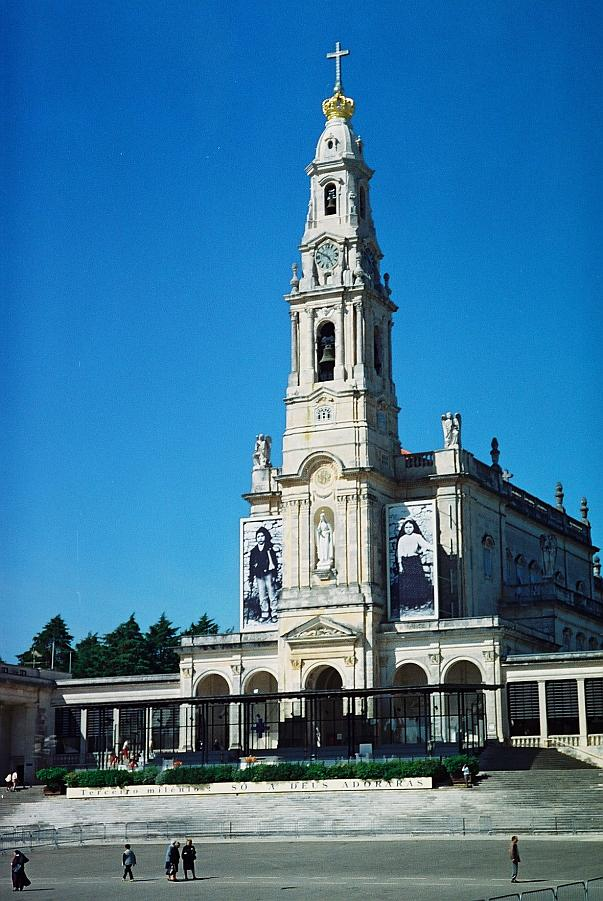
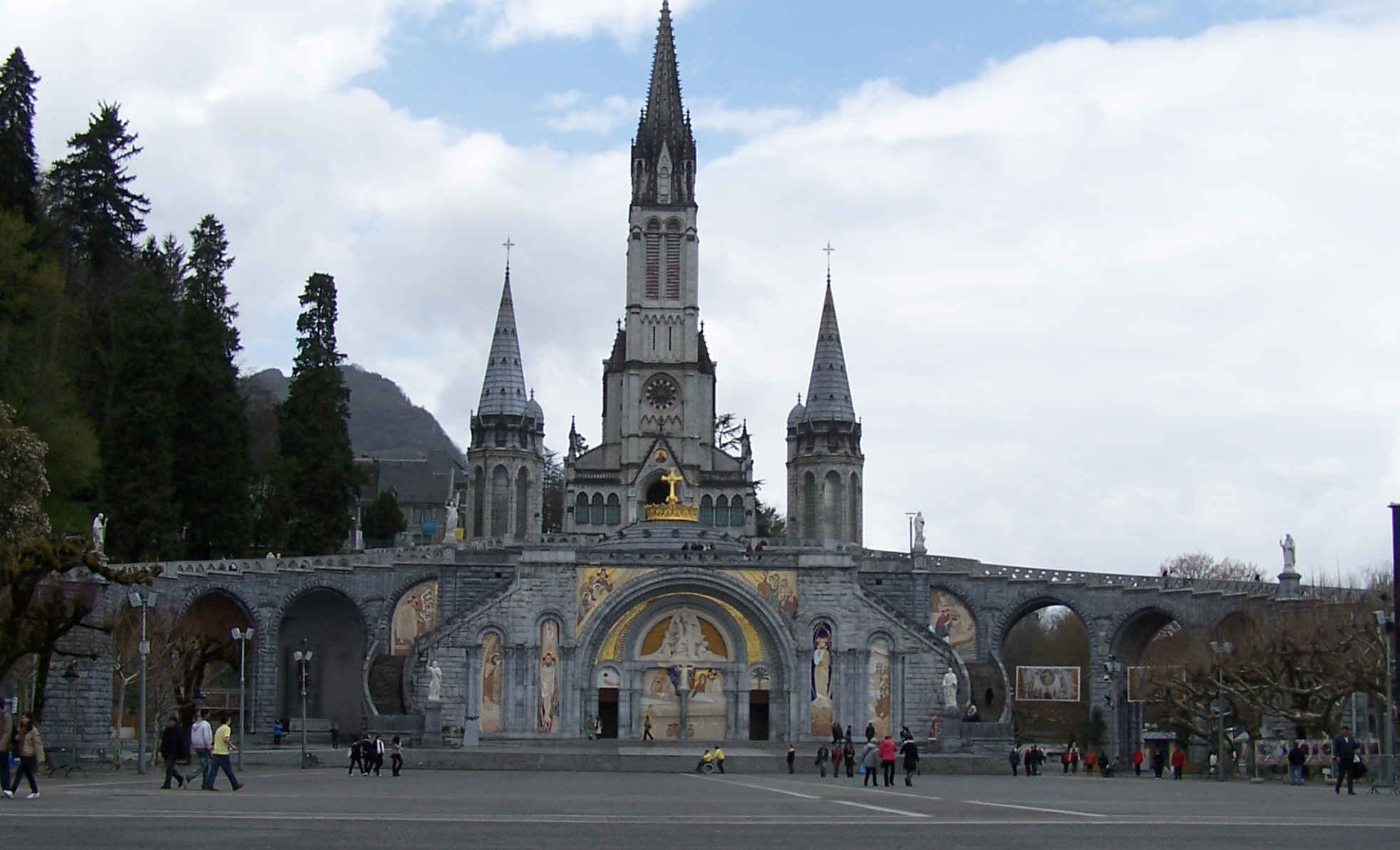
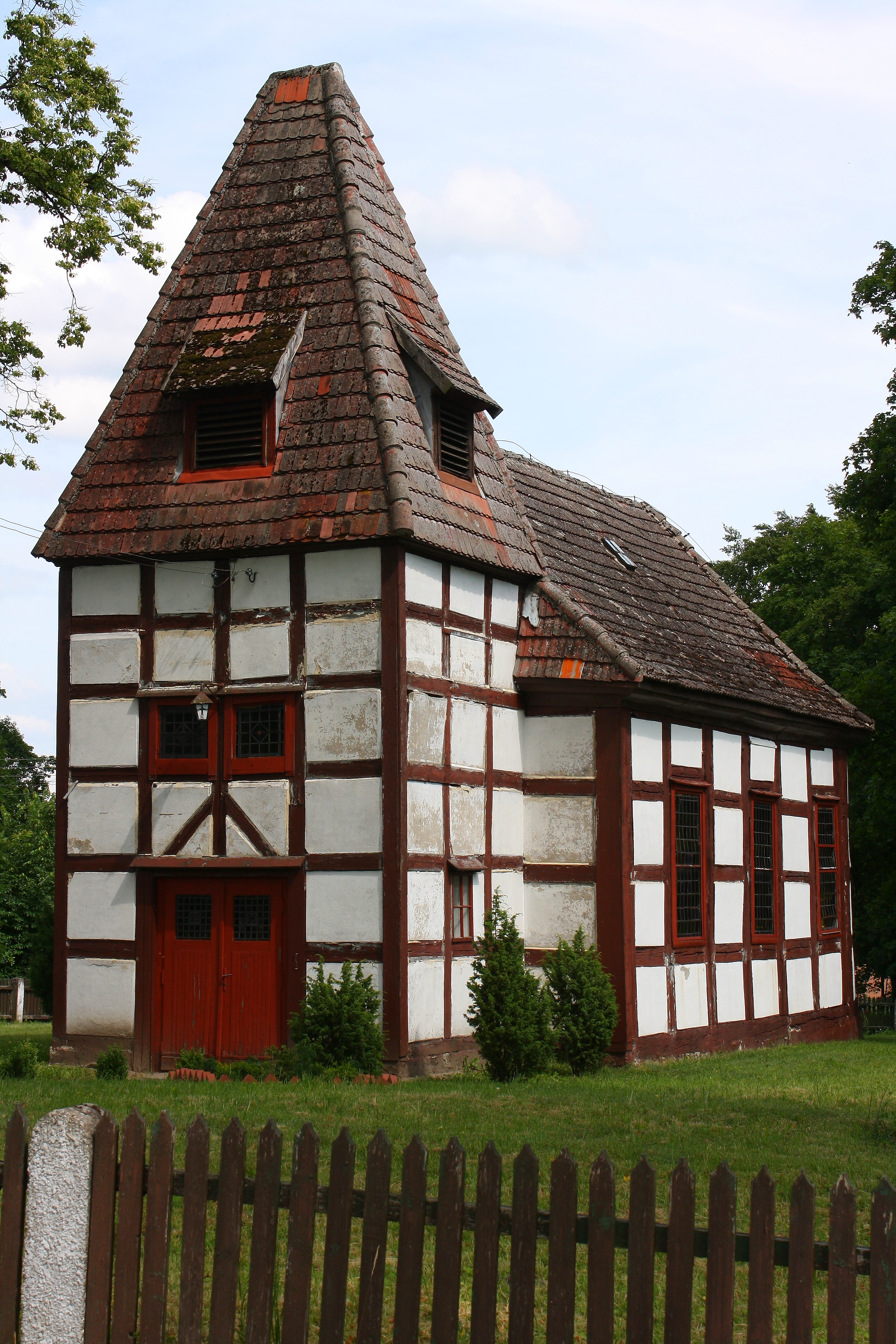
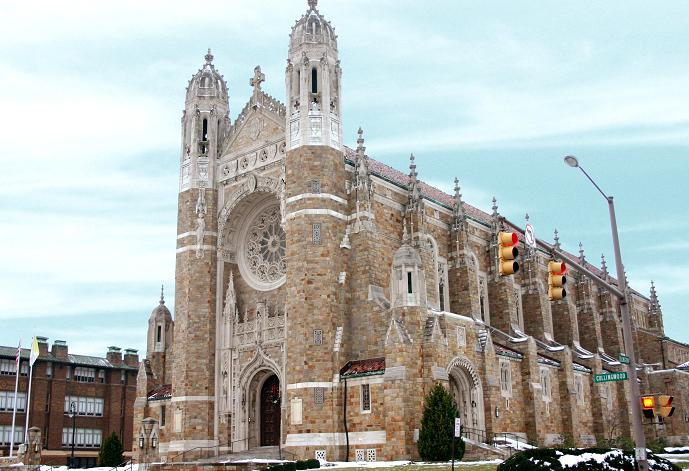